# Рабінович Петро Мойсейович

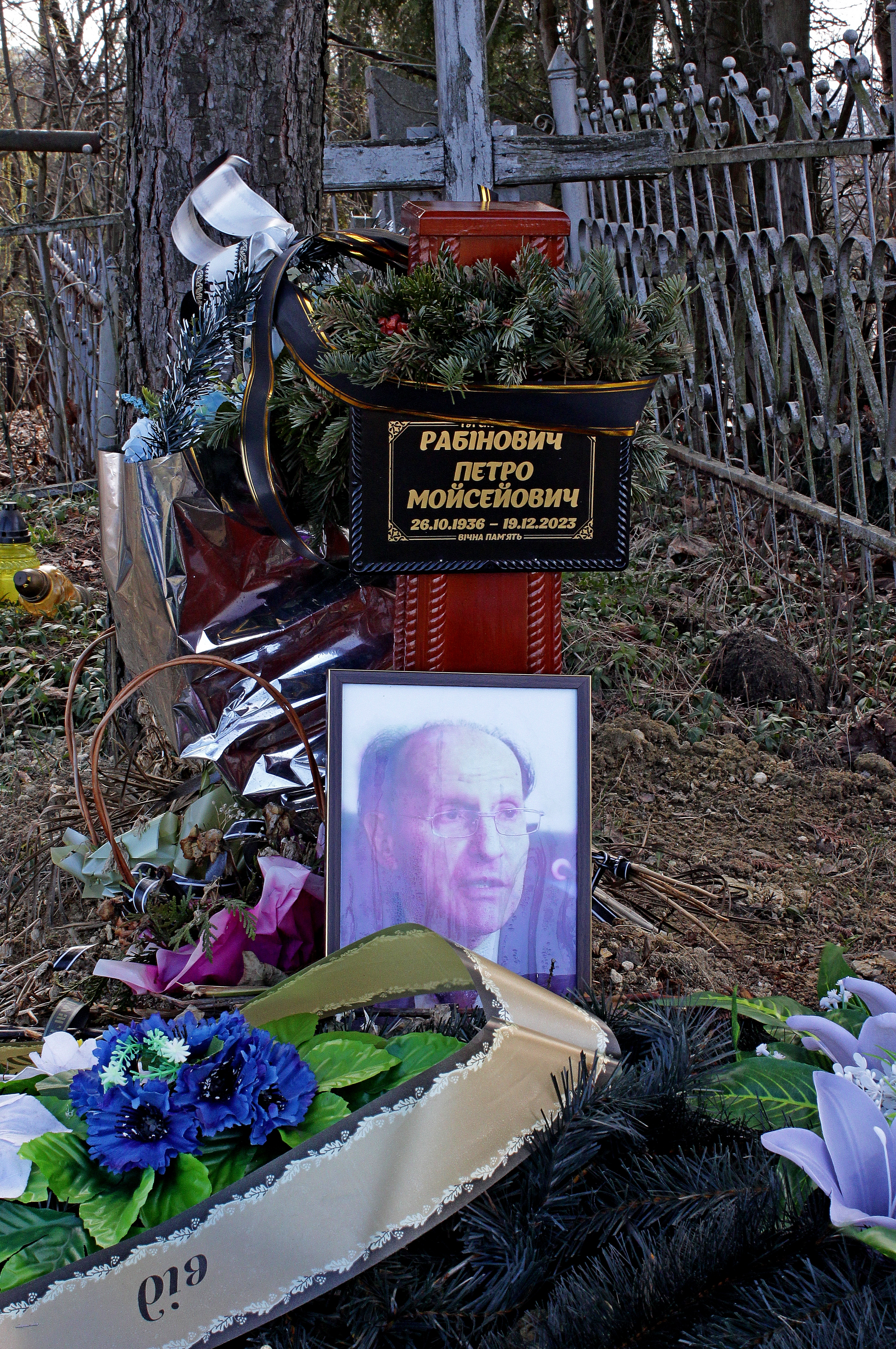

Петро Мойсейович Рабінович (26 жовтня 1936, м. Київ — 19 грудня 2023, м. Львів) — український науковець, доктор юридичних наук (1979), професор (1981), академік Національної академії правових наук України (2009), професор кафедри теорії та філософії права юридичного факультету Львівського національного університету імені Івана Франка, Заслужений професор Львівського університету (2002).

## Становлення
Народжений восени 1936 року у Києві, син офіцера Червоної Армії, П. М. Рабінович влітку 1954 року приїжджає до Львова, де у Франковому університеті розпочне вивчення правознавства. До цього прагнув вступити на філософський факультет Київського університету. Але інтерес залишився і реалізовувався, коли Петро Мойсейович уже в зрілі роки — у 2002 році — вперше запровадив на львівському юридичному факультеті курс «Філософія права». Саме любов до мудрості, осмислення реальності, зокрема правової, її умоглядне конструювання — такі необхідні риси філософа-аналітика згодом утвердять його як одного з провідних сучасних українських фахівців з теорії права — сфери, в якій успіх і визнання не можливі без його філософського осмислення.
У студентські роки Петра Мойсейовича сформувалося його покликання до наукових пошуків у праві. Як відзначав через півстоліття один із його однокурсників, «з-поміж нас були такі, чиє покликання міг розпізнати кожен. Чи й не від самого початку наш студентський загал визнав за П. Рабіновичем обов'язок інтелектуальної праці: бути йому професором та й годі… Він справдив наші прогнози: став відомим ученим і зістався душею нашого товариства, і в чомусь його символом».
У ті роки становлення фахового інтелектуального потенціалу Петра Мойсейовича активізувалося у згаданому студентському науковому гуртку, старостою якого він був упродовж усього часу навчання на юридичному факультеті. Керівниками же гуртка були тоді доценти В. Г. Сокуренко та Н. І. Тітова, а з 1958 р. — відомий вітчизняний правознавець професор П. О. Недбайло. Саме під його педагогічним впливом відбувалися формування і розвиток теоретично- й філософсько-правового світогляду П. М. Рабіновича. Петро Омелянович Недбайло керував підготовкою доповідей учасниками цього гуртка (а також, до речі, й дипломної роботи Петра Мойсейовича), читав лекції з проблем теорії права на випускному курсі. Усе це ставало вагомою складовою формування унікальної школи дослідницького правового мислення.
Наукова співпраця Вчителя й учня з роками лише утвердяться: професор П. О. Недбайло, очоливши вже у 60-му році кафедру теорії держави і права Київського університету імені Т. Г. Шевченка, продовжував співпрацювати зі своїм, цього разу вже молодшим, колегою. Відтак закономірним був вступ П. М. Рабіновича до аспірантури саме з теорії держави і права провідного тоді центру вітчизняних юридичних досліджень — Інституту держави і права Академії наук Союзу РСР (м. Москва). Керівниками аспіранта були науковці цього Інституту М. П. Лєбєдєв, а пізніше — О. А. Лукашова (нині відомий фахівець з теорії прав людини).

## Велика наука
Лаконічність виразів, ясність думки, глибина аналізу П. М. Рабіновичем явищ реального та ідеального правового світу вражає й донині. У цьому міг переконатись кожен, хто мав нагоду, для прикладу, слухати наукові доповіді та навчальні виступи метра. Одним із доказів цього є його постійно удосконалюваний посібник із основ загальної теорії права та держави, який протягом 1992—2008 років витримав загалом десять перевидань у різних містах України: у Києві (1992, 1993, 1994, 1995, 2001 рр), Львові (1992, 2007, 2008 рр.), Харкові (2002, 2005 рр.), Одесі (2002 р.), Тернополі (2007 р.), Бородянці (1993 р.).
Усе зазначене — це результат не лише яскравих здібностей, чи то генетично успадкованих, чи то розвинутих, але й практичного фахового досвіду Петра Мойсейовича. Здобувши в 1959 році диплом юриста, він працює (за державним направленням) адвокатом у м. Нововолинську та у смт. Стара Вижівка (Стара Вижва) Волинської області (до 1962 року), а пізніше − патентознавцем на київських підприємствах (до осені 1966 року). Водночас заочно навчається у згаданій аспірантурі, яку завершує захистом кандидатської дисертації «Законность и целесообразность в советском праве». Відтак — на запрошення декана юридичного факультету Львівського університету В. Г. Сокуренка — повертається до Alma Mater, де працює асистентом, доцентом, а згодом (після захисту у 1979 році докторської дисертації на тему: «Упрочение законности — закономерность социализма (вопросы теории и методологии исследования)»), — професором кафедри теорії та історії держави і права (згодом, до 19 грудня 2023 року — професором кафедри теорії та філософії права).
У 1992 році, коли створюється Академія правових наук України він обирається її членом-кореспондентом, а у 2009 році — її дійсним членом (академіком). Як фахівець із загальної теорії та філософії права і держави (особливо теорії прав людини), він опублікував понад 940 наукових праць, включаючи, зокрема, 30 монографій та 25 навчальних посібників (індивідуальних і колективних).
Як зазначав академік В. Т. Нор, наукову діяльність П. М. Рабіновича можна розділити на три етапи. Перший тривав з другої половини 60-х до кінця 70-х років минулого століття. Він був насичений дослідженнями теоретичних проблем законності (зокрема, її співвідношення з доцільністю), емпіричного (кількісного) визначення її рівня, ефективності засобів її забезпечення, її закономірностей у суспільстві, яке тоді йменувалось «соціалістичним». У цьому зв'язку розроблялась і більш широка проблема методологічного рівня — загальна концепція державно-правових закономірностей. Результати отих розвідок, що були опубліковані автором у двох монографіях (1975 і 1979 рр.), і донині використовуються науковцями.
Другий етап припадає на 80-ті роки. У цей час основним предметом досліджень П. М. Рабіновича стала низка проблем філософсько-правового рівня, як-от: об'єктивне і суб'єктивне у праві; час у правовому регулюванні; аксіологія права й інших юридичних явищ. Результати цих напрацювань було представлено, зокрема, у постановці й розробленні питання про так званий потребовий підхід до виявлення цінності позитивного права та й загалом його соціальної сутності (а відтак, і сутності будь-яких державних чи юридичних явищ); у конструюванні емпірично фіксованих показників цінності позитивного права — цінності особистісної, групової (особливо — класової) та загальносоціальної. Деякі з цих результатів було оприлюднено 1985 року в третій індивідуальній монографії вченого − «Социалистическое право как ценность». (У 2006 році її перевидано в Одесі в рамках серії «Антологія юридичної думки»). Вони використовувались, зокрема, й у наступних кількарічних конкретно-соціологічних дослідженнях аксіологічних засад правосвідомості молоді Львова, які виконувалися під керівництвом професора П. М. Рабіновича із залученням студентів-гуртківців та дипломників.
Що ж стосується, до речі, потребового дослідницького підходу, то його розвиток і авторська реалізація у подальших теоретико-правових дослідженнях стали, можна сказати, пожиттєвим науковим кредо Петра Мойсейовича. Згодом (2011 р.) він відверто позиціонує такий підхід як конкретизацію історико-матеріалістичної парадигми і на його основі конструює так зване «потребове праворозуміння» (2013 р.).
З початку 90-х років і донині триває третій етап наукової творчості Петра Мойсейовича. Основним об'єктом його досліджень стають основоположні («природні», «загальносоціальні», «соціально-природні») права людини — насамперед у їх загальнотеоретичному осягненні, включаючи й філософсько-правовий вимір. У зв'язку з цим робиться спроба закласти підвалини сучасної вітчизняної загальної теорії таких прав. І деякі її положення вже тоді було включено П. М. Рабіновичем до концептуально й методологічно реформованого (порівняно з радянським періодом) згадуваного вище навчального посібника з основ загальної теорії права і держави. Згодом цю працю було відзначено спеціальним дипломом на V Всеукраїнському конкурсі на найкраще юридичне видання (2003 р.). А його посібник «Права людини і громадянина» (Київ, 2004; у співавторстві) теж нагороджується дипломом на VI такому конкурсі.
Науковець також двічі стає лауреатом престижної Премії імені Ярослава Мудрого, присуджуваної Національною юридичною академією України і Президією АПрН України (2004, 2011 рр.).
І тут не можна не згадати про те, що — за свідченням Петра Мойсейовича — величезний вплив на його творчість справили численні монографічні праці одного з лідерів (можна сказати, — класика) вітчизняної теорії права радянського періоду другої половини ХХ ст. — професора Сергія Сергійовича Алєксєєва (усі твори якого згодом були оприлюднені у 10-томному виданні, опублікованому у Москві у 2010 р.). Петро Мойсейович мав можливість не раз спілкуватися з С. С. Алєксєєвим у Львові й у Свердловську (нині — Єкатеринбург) — причому не тільки під час наукових і навчальних заходів, а між іншим, у спільних туристичних походах на у Карпатах та на Уралі…

## Наукова школа
Аби краще зрозуміти особистість П. М. Рабіновича як науковця, ще раз звернімося до постаті одного з його наукових учителів. Про наукову складову особистості професора П. О. Недбайла Петро Мойсейович, як автор статті до 100-ліття від дня народження свого вчителя (2007 р.), напише: «Усе життя П. Недбайло займався викладацькою діяльністю, вихованням наукових кадрів. І в цьому яскраво виявилась його творча індивідуальність, методична майстерність, тактовність та доступність. Й не випадково чимало студентів Львівського та Київського університетів, що навчались у П. Недбайла, згодом присвятили себе саме тій науці, яку він їм викладав; багато з них з часом стали докторами юридичних наук — теоретиками держави і права (М. В. Вітрук, М. І. Козюбра, В. В. Кравченко, О. А. Лукашова, В. А. Патюлін, А. С. Піголкін, В. Г. Сокуренко, О. В. Сурілов (та й сам Петро Мойсейович). Загалом під керівництвом П. О. Недбайла майже 20 аспірантів підготували кандидатські дисертації».

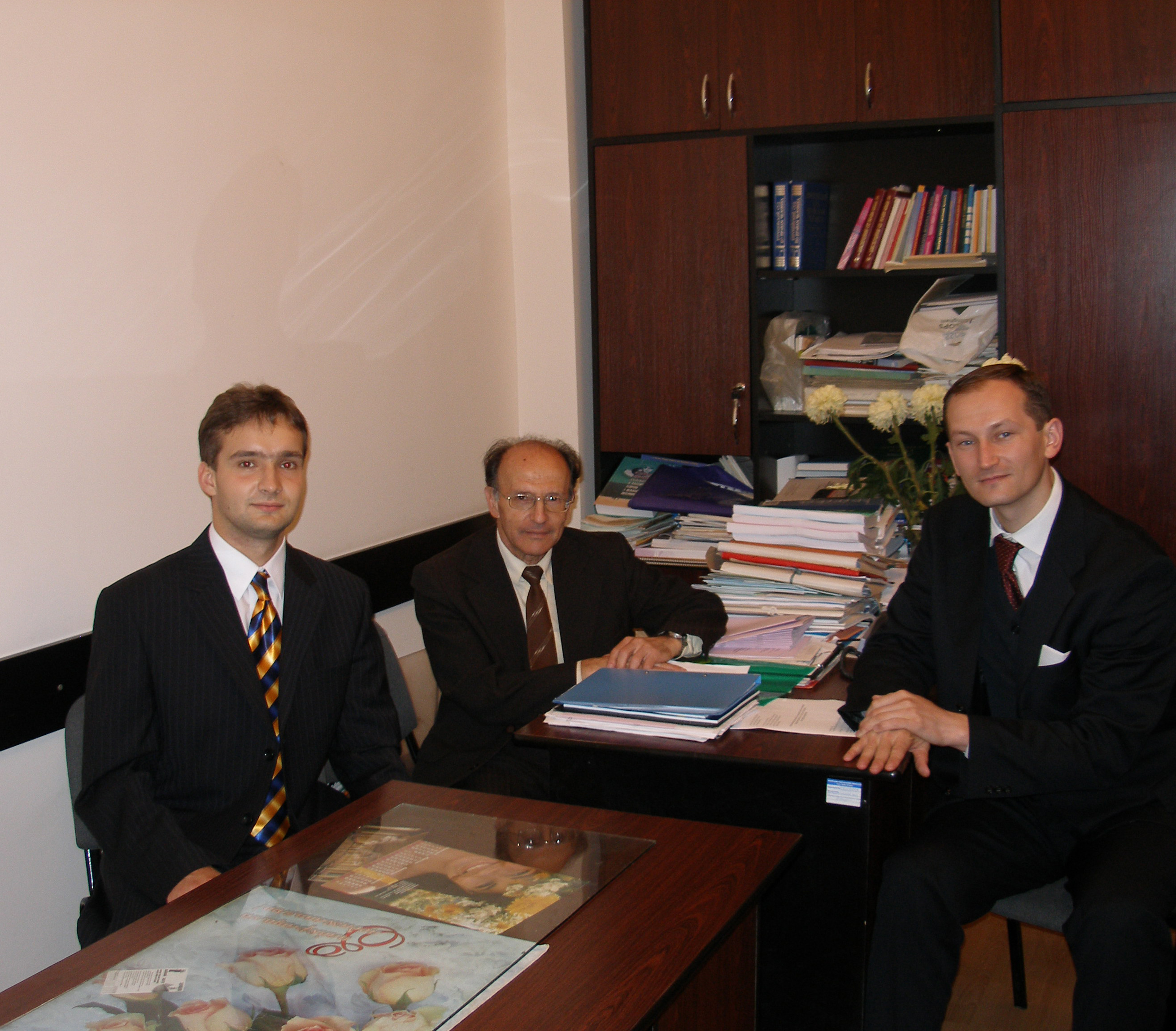
Професор Петро Рабінович з учнями — Дмитром Гудимою та В'ячеславом Бігуном

Майже те ж саме можна сказати й про П. М. Рабіновича. Він — як науковий керівник або ж як консультант — безпосередньо сприяв підготовці й захисту кандидатських дисертацій з теорії держави і права або з філософії права Г. Г. Шмельовою, Л. А. Луць, Є. І. Федиком, В. М. Косовичем, І. М. Панкевичем, Н. М. Раданович, Ю. П. Лободою, О. В. Грищук, С. Є. Федиком, Л. В. Ярмол, С. П. Добрянським, О. З. Панкевичем, А. В. Рабінович, С. П. Рабінович, М. Б. Рясним, Т. І. Пашуком, І. Я. Сенютою. Р. Б. Сивим, Д. А. Гудимою, С. О. Верлановим, Т. І. Дудаш, Т. Т. Полянським, О. В. Соловйовим, В. В. Гончаровим, О. М. Луцівим, Г. В. Перетятко, С. Б. Цебенко, С. Б. Ратушною, Т. В. Бачинським та ін., а також докторських дисертацій М. А. Дамірлі і В. М. Косовичем. Значна частина цих здобувачів під час їх навчання на юридичному факультеті Львівського університету працювали у студентському науковому гуртку з теорії держави і права, яким протягом 45 років опікувався П. М. Рабінович.

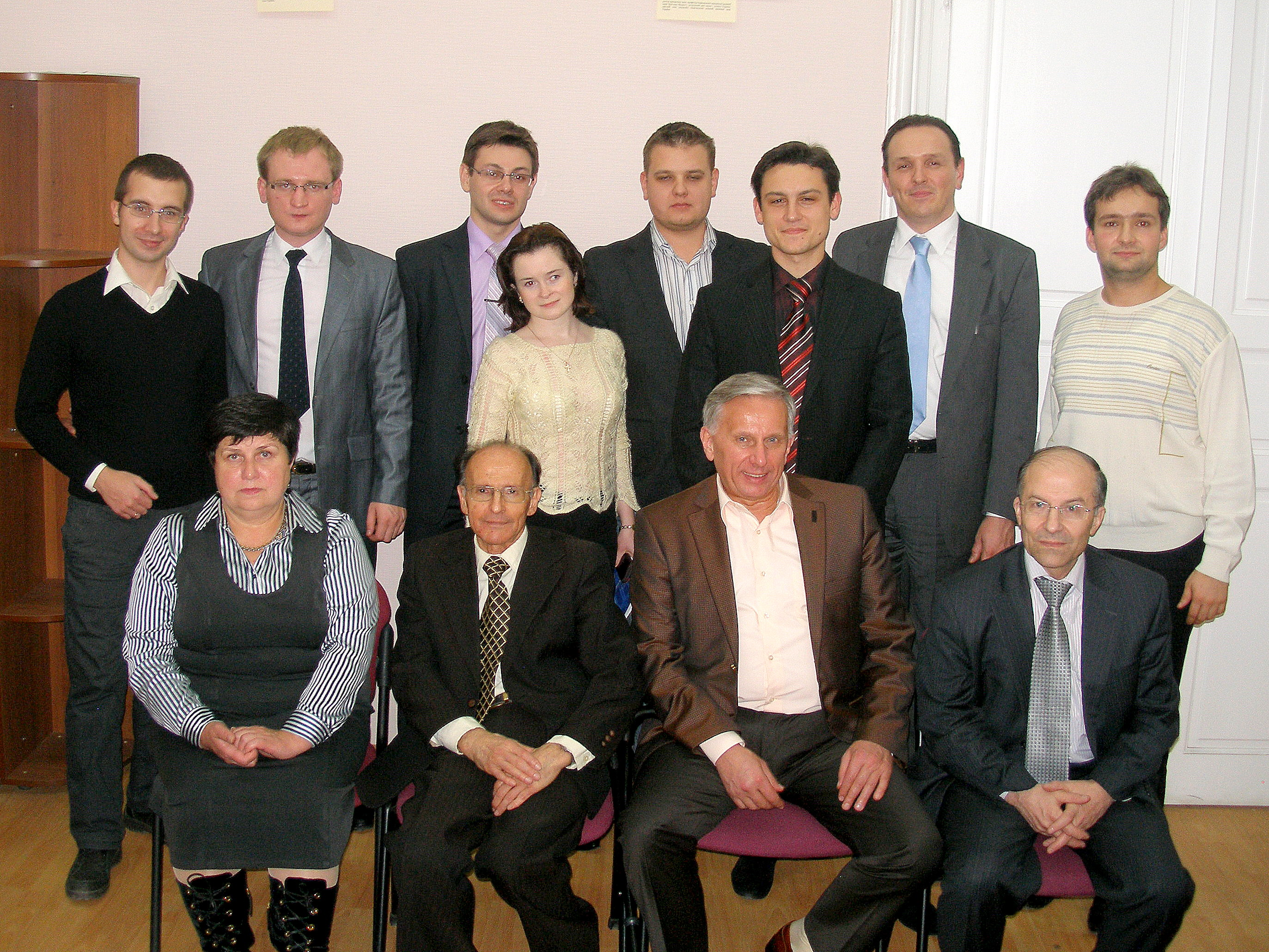
Професор Петро Рабінович з учнями та братом

Фундаментальні ідеї та наукове визнання, талановиті учні — ось що становить основу наукової школи дослідника. Її базою також стала зініційована й очолювана П. М. Рабіновичем із 1996 року Львівська лабораторія прав людини Академії правових наук [Архівовано 23 жовтня 2016 у Wayback Machine.] (з 2001 р. — Львівська лабораторія прав людини і громадянина Науково-дослідного інституту державного будівництва та місцевого самоврядування НАПрН України [Архівовано 23 жовтня 2016 у Wayback Machine.]; з 2024 року - Лабораторія прав людини імені академіка Петра Рабіновича згаданого Науково-дослідного інституту). У цій Лабораторії сформувалося нове покоління сучасних науковців — теоретиків і філософів права, котрі здійснюють плідну дослідницьку роботу. Вона стала науково-концептуальним центром загальнотеоретичних досліджень цієї проблематики, результати яких оприлюднено на сьогодні у 45 випусках її «Праць». Під керівництвом П. М. Рабіновича співробітники Лабораторії у 1997 році вперше в Україні розпочали перекладання й публікації державною мовою рішень Європейського суду з прав людини, роблячи їх доступними для широкого загалу вітчизняних юристів. Ця діяльність триває, так чи інакше, й нині. (Нагадаю, для прикладу, триваючі у Львові вже 5 років поспіль щорічні Міжнародні форуми з практики Європейського суду з прав людини, в організації й проведенні яких завжди беруть безпосередню участь науковці Лабораторії).
Професор П. М. Рабінович відомий як учений і в інших країнах. Його праці публікувалися у закордонних юридичних наукових журналах, зокрема у Німеччині (1964, 1977, 1988), Польщі (1977, 1989), Канаді (1999), Великій Британії (2015). Рецензії на його монографії друкувались у Болгарії (1975), Чехословаччині (1976), Німеччині (1977), Угорщині (1980), Польщі (1995). П. М. Рабінович є вельми відомим серед колег-теоретиків Росії: в радянські часи його статті та рецензії на його книги неодноразово публікувалися у провідних періодичних фахових виданнях, а також наукових збірках у Москві, Ленінграді, Свердловську, Саратові, Ярославлі, Красноярську, Омську. Він виступав із лекціями та доповідями й у країнах далекого зарубіжжя: Німеччині (м. Бонн, 1995), США (м. Міннеаполіс, 1995), Угорщині (м. Будапешт 2001, 2002), Великій Британії (м. Ноттінгем, 2000), Польщі (м. Ряшів, 2001).

## Від теорії— до практики права

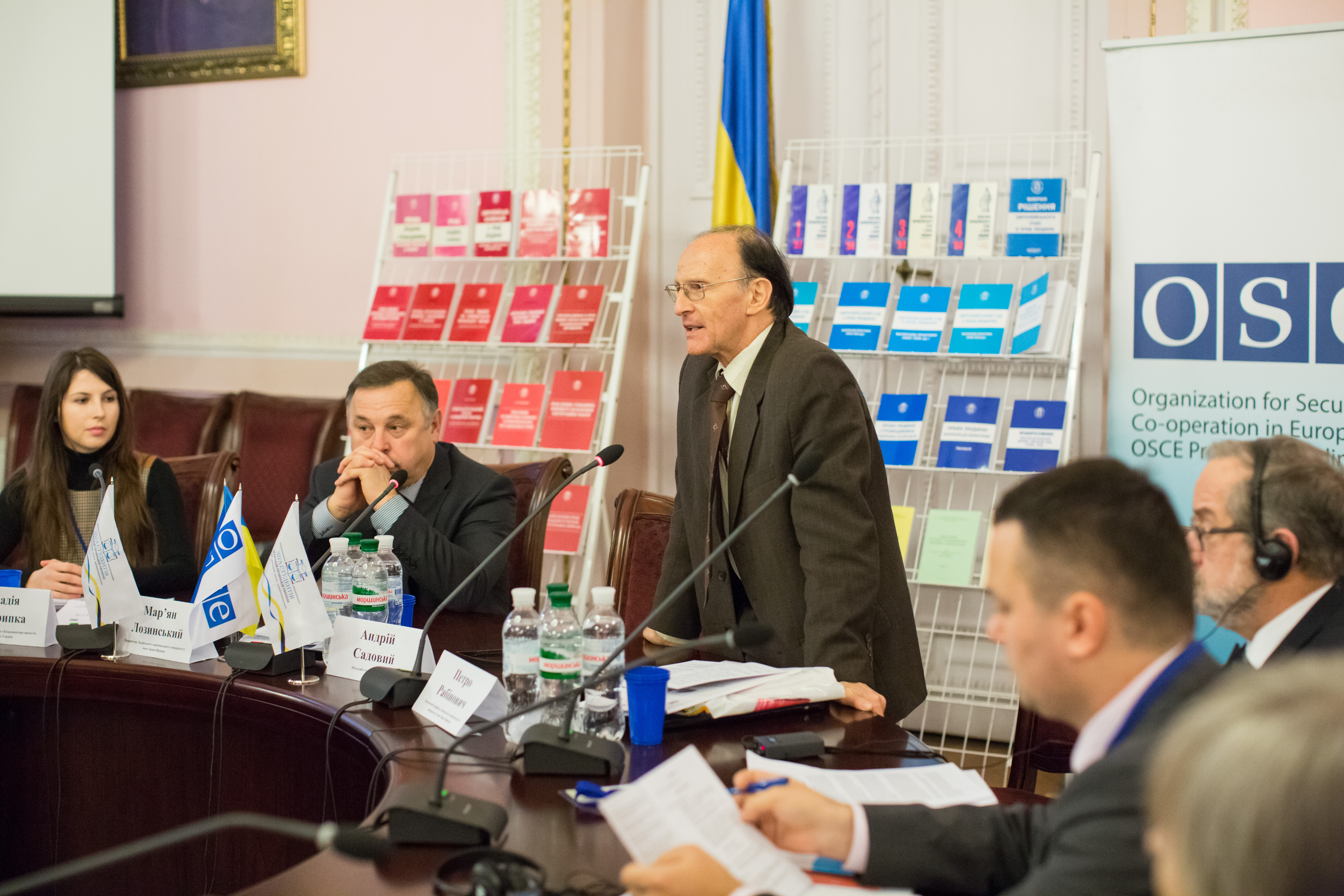
Відкриття конференції

Професор П. М. Рабінович вирізняється неабиякою активністю й у впровадженні своїх наукових здобутків у вітчизняну державно-юридичну практику. Вже згадувалася його плідна публікаційна діяльність: в її основі — прагнення практичного застосування наукових ідей та рекомендацій. Зокрема, він брав участь у розробці проекту першого Закону України «Про вищу освіту» (1991 р.), а також Засад державної політики України в галузі прав людини (1999 р.). Був членом Науково-консультативної ради при Верховному Суді України (2003—2005 рр.). За запитами Конституційного Суду України готував низку експертних висновків стосовно конституційних подань, які розглядались цим органом. Отож є закономірним, що згодом його було відзначено Дипломом Голови Конституційного Суду України, Почесною грамотою Міністра юстиції України (2003 р.), а також нагороджено Почесною грамотою Кабінету Міністрів України (2004 р.).
Він удостоєний почесного звання «Заслужений професор Львівського університету» [Архівовано 7 грудня 2016 у Wayback Machine.] (2002 р.). А у 2007 році Указом Президента України йому було присвоєно почесне звання «Заслужений діяч науки і техніки України».
Та чи не найважливішим видається те, що наукова постать П. М. Рабіновича як професора й нині залишається зразковою. І не лише для його студентів, наукових учнів, колег, для яких він виступає надихаючим наставником і водночас суворим, але доброзичливим критиком. Він часто друкується; його наукові розвідки очікуються й читаються з неабияким інтересом. Відтак тішить те, що й зараз професор Петро Мойсейович Рабінович провадить інтенсивну наукову й педагогічну діяльність, реалізовуючи свої творчі ідеї, активно реагуючи на актуальні суспільні проблеми з позицій загальнотеоретичного праводержавознавства та філософії права.
Помер у Львові, похований на 63 полі Янівського цвинтаря.

## Тематика інноваційних наукових положень

### Основоположні права людини
- Професор Герш Лаутерпахт, колишній студент юридичного факультету Львівського університету, — перший (1945 р.) проектант Загальної декларації прав людини [2013].
- Права людини (поняття, класифікація, тенденції розвитку) [1992].
- Сутність прав людини (соціально-антропна) [2005].
- Економічні права людини (поняття) [1992].
- Зміст і обсяг прав людини (поняття) [2001].
- Гідність людини (поняття) [2002].
- Уся новітня історія людства є історією боротьби за межі здійснення прав людини [1994].
- Межі здійснення прав людини (поняття, класифікація) [1996].
- Підстави та принципи обмежування здійснення прав людини (поняття, види) [2001].
- Обмежування здійснення прав людини — найактуальніше питання сучасної праволюдинної проблематики [1996].
- Європейські стандарти прав людини [2003].
- Міжнародні стандарти прав людини. (поняття, ознаки, класифікації). [2013].
- Національна імплементація міжнародних стандартів прав людини (поняття, стадії, засоби) [1995].
- Права націй (поняття, види) [1992].
- Права людства (поняття, види) [1992]
- Основоположні обов'язки людини (поняття, класифікації) [1992].
- Природно-правовий простір [2016].
- Верховенство права (поняття) [1997].
- Верховенство права як соціальний феномен [2010].
- Верховенство права: підходи до інтерпретації [2013].
- Верховенство права в інтерпретації Страсбурзького суду [2006].

### Філософія права
- Предмет філософії права [1997].
- Праворозуміння (поняття, основні причини та нездоланність плюралізму) [2007].
- Неокласичні різновиди праворозуміння [2013].
- Потребове праворозуміння [2013].
- Еквівалентність задоволеності потреб суб'єктів суспільних відносин в одержанні благ — як сутнісна ознака правовості останніх [2013].
- Поняття права в інтерпретації Страсбурзького суду [2009].
- Соціально-природна правова система суспільства (загальнотеоретична характеристика) [2008].
- Діалектика приватного і публічного у природному праві [2004].
- Розуміння у праві [1988].
- Час у праві [1990].
- Природно-правовий світогляд [2014].
- Позитивне право як явище суспільної свідомості (поняття, ознаки) [1972].

### Позитивне право, правове регулювання
- Універсальна (гранично загальна) теорія позитивного права [2013].
- Цінність позитивного права (поняття, критерії, різновиди) [1985].
- Власна цінність позитивного права, правового регулювання [1985].
- Інструментальна (службова) цінність позитивного права, правового регулювання [1985].
- Цінність позитивного права для а) індивідів, б) соціальних груп і в) суспільства (поняття, показники) [1985].
- Сфери правового регулювання та їх межі [1987].
- Якість правового регулювання (поняття, складники) [1994].
- Деякі тенденції розвитку вітчизняного позитивно-правового регулювання [1996].
- Семіотичні властивості юридичних норм [1979].
- Матеріальність і процесуальність юридичних норм як їх співвідносна (релятивна) властивість [1979].
- Оціночні юридичні норми (соціально-змістовна сутність) [1971].
- Цілі правових актів (регулятивно-юридична природа) [1971].
- Офіційна конкретизація юридичних норм (поняття, види) [1979].
- Критерії відповідності нормативно-правових актів законам [1985]
- Критерії відповідності національного законодавства міжнародно-правовим актам (міжнародним стандартам) [1998].
- Структура законности [1979].
- Законність і спосіб життя людини [1979].
- Зміцнення законності (можливості соціального планування процесу) [1979].
- Колізії між законністю та доцільністю у правовому регулюванні (неминучисть виникнення, причини, шляхи подолання) [2000].
- Тлумачення-роз'яснення змісту юридичних норм (герменевтичні закономірності) [1991].
- Доцільність застосування юридичних норм (поняття, показники, критерії, гарантії) [1968].

### Методологія і методика правознавчих досліджень
- Державно-правові закономірності (поняття, види, механізм дії, механізм використання) [1975].
- Поняття і структура (склад) методології правознавства [1994].
- Світоглядно-концептуальний підхід до дослідження правових явищ (поняття, види) [2013].
- Закони і принципи діалектики в правових дослідженнях (за матеріалами рішень Страсбурзького суду) [2009].
- Потребовий дослідницький підхід у правових дослідженнях [1985].
- Діяльнісний підхід у правових дослідженнях [1983].
- Семіотичний підхід у правових дослідженнях [1979].
- Герменевтичний підхід у правових дослідженнях [1991].
- Дослідницькі методи у правознавстві (поняття, види)) [2013].
- Дослідницькі засоби у правознавстві (поняття, види) [2013].
- Соціальна сутність правових і державних явищ як пріоритетний аспект їх дослідження (антропо- і соціально-потребова методологія її виявлення [2001].
- Методологічна дисципліна у правознавчих дослідженнях (її постулати) [1994].
- Методологічні аномалії у дослідженні правових явищ [1994].
- Методика вимірювання рівня законності [1977].
- Методика вимірювання ефективності юридичних гарантій законності [1977].
- Методика вимірювання ефективності заходів юридичної відповідальності [1979].
- Методика вимірювання ефективності процесуальних норм [1986].
- Методика вимірювання ефективності рішень Страсбурзького суду [2000].
- Трансформація методології сучасного правознавства [2003].

### Методика викладання та вивчення загальної теорії права і держави
- Антропоцентрична модернізація світоглядно-концептуальної спрямованості, змісту і структури курсу «Загальна теорія права та держави» [1992].
- Викладання прав людини (особливості методики) [2001].
- Викладання практики Європейського суду з прав людини в юридичних ВНЗ (особливості методики) [2009].
- Практичні завдання на семінарських заняттях з теорії держави і права. [1974].
- Технічні засоби в правовому навчанні (методика застосування) [1981].
- Комплексні дипломні роботи з теорії права (особливості методики підготовки) [1982].
- Правове навчання школярів (методичні аспекти) [1981].